# Maxwell (automerk)

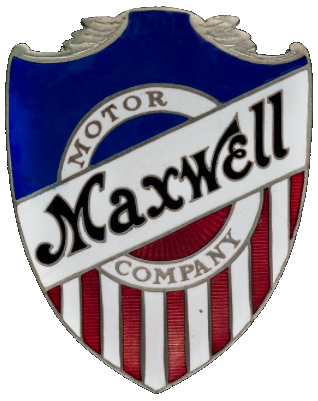

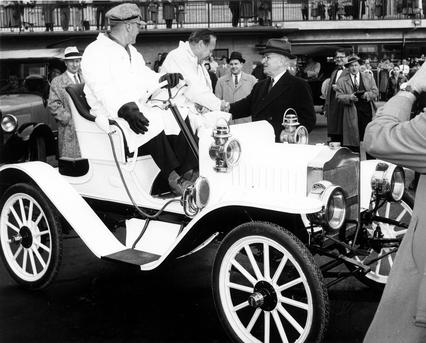
Maxwell Roadster, 1908

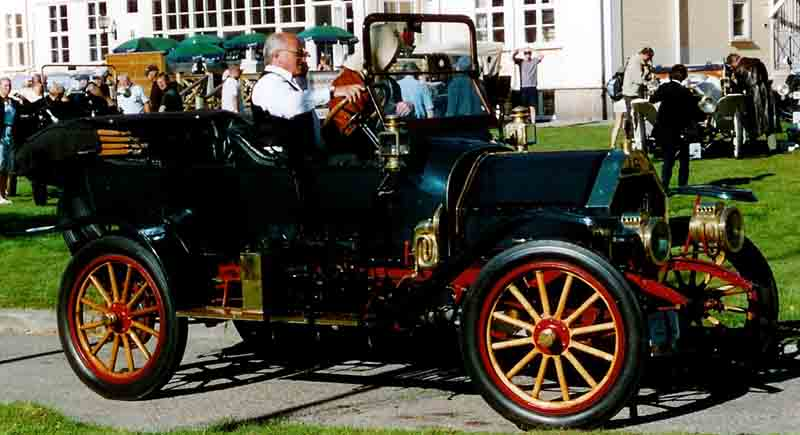
Maxwell Mascotte Touring, 1911

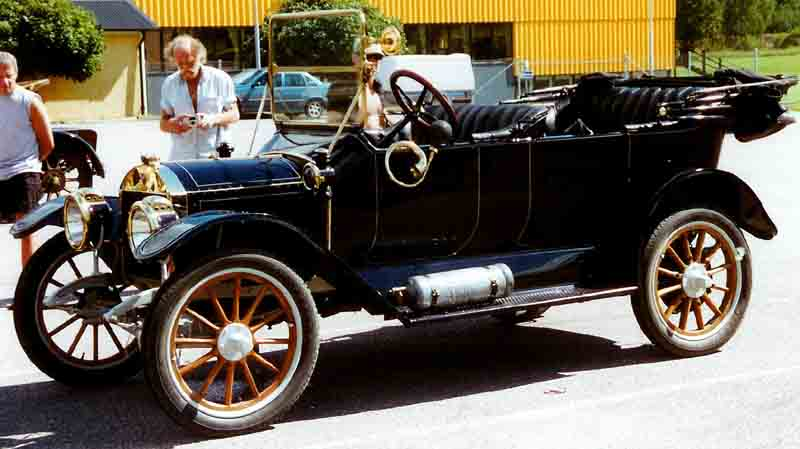
Maxwell Model 25-4 Touring, 1913

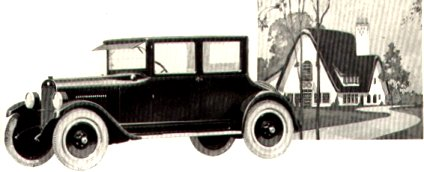
Maxwell advertentie uit 1922

Maxwell was een automerk uit de Verenigde Staten dat van 1903 tot 1925 bestond. Dat jaar werd de Chrysler Corporation
opgericht en werd Maxwell uitgefaseerd ten voordele van Chrysler. In totaal werd een 100 000-tal auto's onder de merknaam Maxwell gebouwd.

## Geschiedenis

### Voorgeschiedenis
Jonathan Maxwell (1864-1928) werd geboren in de Amerikaanse staat Indiana. Hij was fietsenmaker en later machinist. Voor de eeuwwisseling werkte hij met Elwood Haynes aan diens automobiel. Daarna werkte hij nog samen met Ransom Olds van Oldsmobile.

### Maxwell-Briscoe Co.
In 1903 ontwierp Jonathan Maxwell zijn eerste auto en richtte hij samen met Benjamin Briscoe de Maxwell-Briscoe Company op. Ze kochten een fabriek in New York waar ze in juni 1904 Maxwells begonnen te produceren. In 1907 bouwden ze een nieuwe fabriek in New Castle (Indiana) die vandaag als enige overblijvende Maxwell-fabriek nog steeds in Chryslers
bezit is. In 1909 werd nog een complex gebouwd in Highland Park (Michigan).

### US Motor Co.
In 1910 richtte Briscoe het United States Motor Company-concern op boven verschillende onafhankelijke autobouwers. Ook Maxwell werd in het concern opgenomen. Deze autobouwers konden dankzij het concern de nodige fondsen vinden voor hun verdere groei en ontwikkeling. De US Motor Company ging in 1913 ten onder na een conflict met twee geldschieters die ook belangen hadden in concurrent General Motors.

### Maxwell Motor Co.
De activa van Maxwell werden opgekocht door Walter Flanders die ze onderbracht in de nieuwe Maxwell Motor Company. Flander had eerder de Flanders Automobile Company opgericht die nu in Maxwell geabsorbeerd werd. Het nieuwe Maxwell verhuisde naar Detroit en zette de productie van Maxwell voort. Het groeide op een bepaald moment uit tot de op vier na grootste constructeur van de Verenigde Staten.

### Maxwell Motor Corp.
Doch stond Maxwell in 1920 op de rand van het faillissement. Het bedrijf had voor zo'n $43.000.000 aan schulden en de verkoop begon achteruit te gaan. Walter Chrysler, voormalig directeur van Buick en willys-Overland, werd gevraagd om de reorganisatie van Maxwell en van de Chalmers Motor Company, van wie Maxwell sinds 1917 een fabriek leasete, te leiden. Chrysler kreeg er $100.000 per jaar plus aandelenopties voor.
Het bedrijf werd te koop gezet. Door hoge biedingen van onder andere General Motors en Studebaker moest het bedrijf $10,8 miljoen neertellen om zichzelf terug te kopen. In mei 1921 werd het bedrijf omgevormd tot de Maxwell Motor Corporation met Chrysler als voorzitter van de raad van bestuur. Het jaar daarop kocht het bedrijf ook de activa van Chalmers op voor $2 miljoen.

### Chrysler Corp.
Intussen bleven Maxwell en Chalmers in productie. Chrysler begon reeds aan zijn eigen auto's te werken en in 1923 ging ook zijn Chrysler Six in productie. In januari 1924 werd dat model geïntroduceerd op de New York International Auto Show. De Six werd er goed ontvangen en de productie bereikte meteen 32.000 eenheden in dat eerste jaar.
Op 6 juni 1925 richtte Chrysler de Chrysler Corporation op die onder meer Maxwell omvatte. Datzelfde jaar werd Maxwell uitgefaseerd en Maxwells automodel werd de nieuwe Chrysler Four. De eerste modellen van Chrysler waren grotendeels gebaseerd op die van Maxwell. De Four werd later de Chrysler Plymouth en uiteindelijk het merk Plymouth.

## Modellen
| Jaar | Model(len)                                                                                          |
| ---- | --------------------------------------------------------------------------------------------------- |
| 1904 | Maxwell 14HP                                                                                        |
| 1905 | Maxwell Model H Maxwell Model I Maxwell Model L                                                     |
| 1906 | Maxwell 20HP                                                                                        |
| 1907 | Maxwell Model DR Maxwell Model HB Maxwell Model M Maxwell Model R Maxwell Model RL Maxwell Model RS |
| 1908 | Maxwell Model 4 Maxwell Model D/30HP Maxwell Model HC Maxwell Model LD                              |
| 1909 | Maxwell Model B Maxwell Model A Maxwell Model DA Maxwell Model KA Maxwell Model LD                  |
| 1910 | Maxwell Model AA Maxwell Model AB Maxwell Model E Maxwell Model G Maxwell Model Q/Q2/Q3/Q4/Q-4      |
| 1911 | Maxwell Model AA Maxwell Model AB Maxwell Model E Maxwell Model EA Maxwell Model GA Maxwell Model I |
| 1912 | Maxwell 25HP Maxwell Model AC                                                                       |
| 1913 | Maxwell 22 Maxwell 40 Maxwell 50-6                                                                  |
| 1914 | Maxwell 35                                                                                          |

## Fabrieken
Gedurende haar bestaan werden de auto's van Maxwell op verschillende plaatsen geproduceerd:
- Tarrytown (New York)
- Pawtucket (Rhode Island)
- New Castle (Indiana)
- Detroit (Michigan)
- Canada

## Productiecijfers
Volgend zijn de productiecijfers Maxwell waar bekend:
- 1904: 532
- 1905: 823
- 1906: 2161
- 1907: 3785
- 1908: 4455
- 1909: 9460
- 1910: 10.000
- 1911: 16.000

- 1913: 17.000
- 1914: 18.000
- 1915: 44.000
- 1916: 69.000
- 1917: 75.000
- 1918: 34.000
- 1919: 50.000
- 1920: 34.169